# Joaquín Dualde (hockey hierba)
Joaquín Dualde Santos de Lamadrid (Barcelona, 14 de diciembre de 1932 - Barcelona, 28 de abril de 2012) fue un jugador español de hockey sobre césped que compitió en los Juegos Olímpicos de Roma en 1960 consiguiendo la medalla de bronce.

## Biografía
Fue presidente de la Real Federación Española de Hockey (RFEH) entre 1972 y 1981.
Formó parte del Comité Olímpico Español (COE), en el que desempeñó las funciones de vicepresidente y jefe de la expedición española a Seúl 88.
Tenía dos familiares que también eran  profesional de hockey hierba, su hermano Eduardo Dualde y su primo Ignacio Macaya.